# Centre de recherche nucléaire de Téhéran

Carte des installations nucléaires iraniennes

Le Centre de recherche nucléaire de Téhéran (CRNT) est créé en 1959 dans le cadre d'un programme de recherches nucléaires mené à l’Université de Téhéran grâce à un réacteur nucléaire de recherche donné par les États-Unis.
Le centre est alors équipé par les américains d'un réacteur de recherche utilisé pour la production d'isotopes radioactifs à usage médical. Ce réacteur est un modèle Triga, d'une puissance de 5 mégawatts thermiques. Il fut mis en service en 1967 sous le régime du Shah Mohammad Reza Pahlavi, il nécessite alors des barres de combustible nucléaire hautement enrichi à 93% d'uranium-235. 
En 1979, après la Révolution iranienne, qui a transformé l'Iran en république islamique, les États-Unis mettent un terme à l'autorisation d'exporter de l'uranium hautement enrichi, invoquant le risque de prolifération nucléaire. En 1987, l'Argentine propose une solution permettant de convertir le cœur du réacteur pour utiliser de l'uranium enrichi à 20% au lieu de l'uranium hautement enrichi à 93%. 
Depuis l'épuisement du combustible argentin en septembre 2011, l’Iran ne disposerait plus des isotopes nécessaires au diagnostic et au traitement d'environ 850.000 patients atteints du cancer dans le pays. 